# Symboles Adinkra (physique)
Ne doit pas être confondu avec les symboles Adinkra (culture Akan).

Petit graphique Adinkra.

En supergravité et dans la théorie de la représentation supersymétrique, les symboles Adinkra sont une représentation graphique des algèbres de supersymétrie,,,,. Leur nom est dérivé des symboles Adinkra du même nom, et sont l'idée originale de Sylvester James Gates,.